# Theodor Casella
Theodor Casella (* 8. August 1900 in München; † 9. November 1923 in München) war Teilnehmer am Hitler-Ludendorff-Putsch. Er gehörte zu den 16 damals getöteten Putschisten, denen Adolf Hitler später den ersten Band seines Buches Mein Kampf widmete.

## Leben
Theodor Casellas Vater Theodor Casella senior war Berufssoldat. Er wurde als Major und Bataillonskommandeur beim 23. Infanterie-Regiment in Germersheim bei Kampfhandlungen in der Anfangsphase des Ersten Weltkriegs getötet.
Casella wurde früh zur Erziehung ins Bayerische Kadettenkorps gegeben. 1917 trat er als Fahnenjunker in das 7. Bayerische Feldartillerieregiment in München ein. Nach der Grundausbildung wurde er mit der 6. Batterie dieses Regiments an die Westfront geschickt. Dort nahm er unter anderem an der Frühjahrsoffensive 1918 teil. In der letzten Kriegsphase wurde er zum Leutnant befördert und einmal leicht verwundet. Außerdem wurde er mit dem Eisernen Kreuz II. Klasse und dem Verdienstkreuz mit Schwertern ausgezeichnet. Nachdem er im Oktober 1918, kurz vor Kriegsende, eine schwere Verwundung erlitten hatte, schied Casella 1919 aus der Armee aus.
1919 schrieb er sich an der Universität München ein und arbeitete nebenbei als Bankbeamter. Nach der Ausrufung der bayerischen Räterepublik schloss er sich dem Freikorps Epp an, mit dem er sich an der Niederschlagung der Münchner Räterepublik beteiligte. Anschließend gehörte er der Einwohnerwehr für den 4. Münchener Stadtbezirk an. 1920 und 1921 kämpfte er mit den Freikorps im Ruhrgebiet sowie in Oberschlesien.
Um 1922 trat Casella in den von Ernst Röhm als Abspaltung des Wehrverbandes Reichsflagge gegründeten Bund Reichskriegsflagge ein, in dem er schließlich als Kompanieführer fungierte. Am 1. Mai 1923 beteiligte er sich an dem als Anlauf für einen (schließlich nicht zur Auslösung gelangten) völkischen Putsch geplanten Aufmarsch der rechtsgerichteten Wehrverbände auf dem Münchener Oberwiesenfeld.
Im November 1923 beteiligte Casella sich mit anderen Mitgliedern der Reichskriegsflagge am gescheiterten Hitlerputsch in München. In der Nacht vom 8. zum 9. November 1923 nahm er an der von Röhm geleiteten Besetzung des Münchener Wehrkreiskommandos an der Ecke Schönfeldstraße durch einen Stoßtrupp der Reichskriegsflagge teil. Als am folgenden Vormittag beim Marsch auf die Feldherrnhalle einige der Besatzer des Wehrkreiskommandos auf Angehörige der Reichswehr feuerten, die die Übergabe des Gebäudes forderten, eröffnete die Armee das Feuer auf das Gebäude: Dabei wurde zunächst Casellas Mitputschist Martin Faust, der im Hof des Gebäudes stand, tödlich getroffen. Casella selbst wurde schwer verletzt, als er versuchte, Faust in Deckung zu ziehen. Nachdem das Feuer kurz danach endete, bargen einige der verbliebenen Putschisten, darunter Heinrich Himmler, Karl Osswald und Walther Lembert, die beiden Männer und brachten sie ins Krankenhaus Josephinum, wo Casella eine Stunde später starb.
Hitler widmete Casella und 15 weiteren getöteten Putschteilnehmern bereits 1925 den ersten Band seines Buches Mein Kampf, wo sie namentlich im Vorwort aufgeführt wurden. Nach der Machtergreifung der Nationalsozialisten 1933 wurde an der Feldherrnhalle in München eine Tafel mit den Namen dieser Personen angebracht, die von einer Ehrenwache der SS geehrt wurde. Jeder Passant, der an dieser Tafel vorbeikam, war verpflichtet, diese mit dem Hitlergruß zu ehren. 1935 wurden auf dem Königsplatz zwei „Ehrentempel“ als gemeinsame Grabanlage für diese Personengruppe errichtet. Im selben Jahr wurde Casella exhumiert, zusammen mit den übrigen Toten dorthin überführt und in bronzenen Sarkophagen erneut beigesetzt. Bis 1945 wurden sie in den nationalsozialistischen Kult um die „Blutzeugen der Bewegung“ einbezogen.
Während der NS-Zeit waren eine Reihe von Straßen im Deutschen Reich nach Casella benannt. Theodor-Casella-Straßen gab es in Düsseldorf, Gelsenkirchen, Heilbronn, Leverkusen, Recklinghausen, Leslau (im Wartheland) und Wuppertal.